# Raposa-de-bengala
A raposa-de-bengala (Vulpes bengalensis) é uma espécie de raposa endêmica ao subcontinente indiano, do sopé do Himalaia e Terai do Nepal ao sul da Índia, e do sul e leste do Paquistão ao leste da Índia e sudeste de Bangladesh.

## Descrição

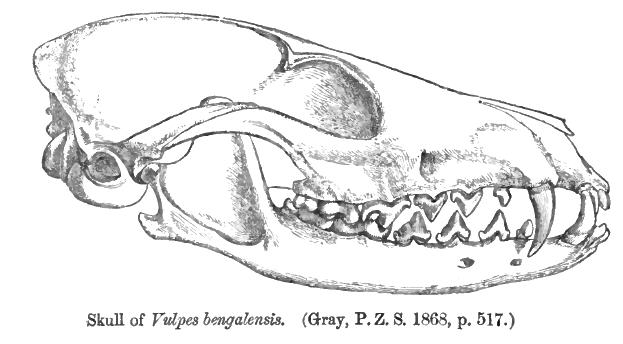
Ilustração de um crânio de raposa-de-bengala

Vulpes bengalensis é uma raposa relativamente pequena com um focinho alongado, orelhas longas e pontudas e uma cauda longa e espessa. A pelagem varia em cor de amarelo claro a cinza prateado com um efeito grisalho geral; a pelagem dorsal é principalmente acinzentada e mais pálida ventralmente. As pernas tendem a ser acastanhadas ou ruivas, e as partes inferiores mais claras.
A raposa-de-bengala é mais delicada do que a raposa-vermelha (V. vulpes) e pode ser facilmente reconhecida por sua cauda espessa de ponta preta, que tem cerca de 50-60% do comprimento da cabeça e do corpo.
O dorso das orelhas é marrom escuro com uma margem preta, e branco no interior. As orelhas têm a mesma cor da nuca ou talvez mais escuras, mas não apresentam uma mancha escura como em  V. vulpes . Seu rinário é nu e os lábios são pretos. O focinho é pontudo e pode haver uma marca escura manchada ao longo da parte superior do focinho, em frente aos olhos. Existe grande variação na cor da pelagem, mas geralmente varia de cinza a marrom claro. O comprimento da cabeça e do corpo é de 46 cm com uma cauda longa de 25 cm. Pesa em média 2,3–4,1 kg.

## Distribuição e habitat

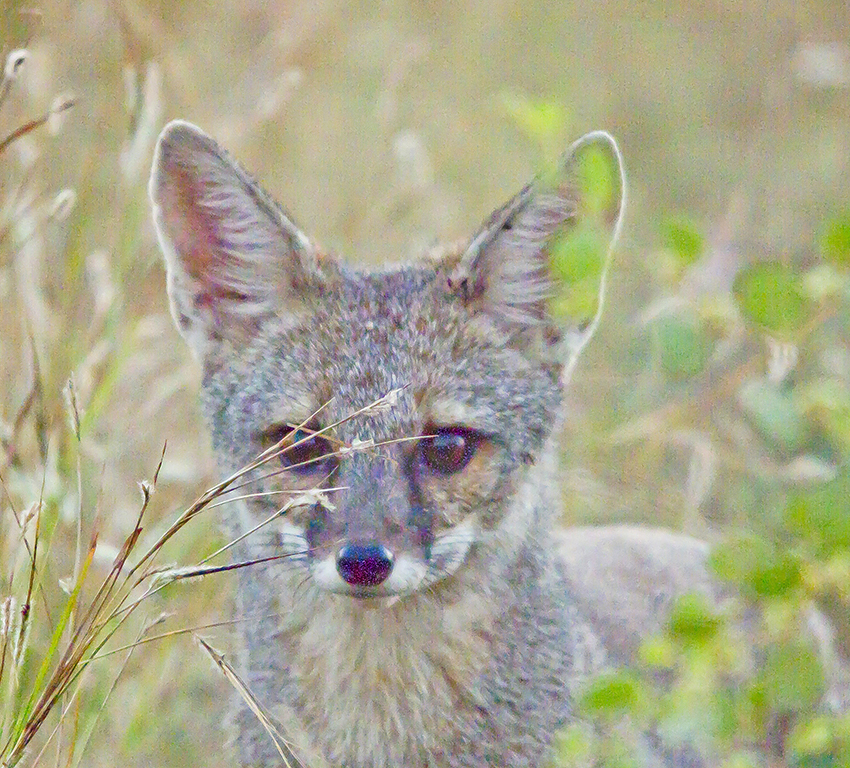
Raposa-de-bengala em Rajkot

A raposa-de-bengala é endêmica do subcontinente indiano, desde o sopé do Himalaia e o Terai nepalense até a porção sul da Península Indiana e do sul e leste do Paquistão ao leste da Índia e sudeste de Bangladesh . No Nepal e no nordeste da Índia, ocorre até 1.500 metros de altitude. Não há registros do Afeganistão, Irã ou dos Gates Ocidentais, Índia.
Favorece habitats semi-áridos, planos a ondulantes, mato e pastagem curta. Evita florestas densas, terrenos íngremes, pastagens altas e verdadeiros desertos. É relativamente comum em áreas de baixa precipitação, onde a vegetação é geralmente arbustiva, espinhosa ou em florestas decíduas secas ou pastagens curtas. Na península indiana, a espécie está confinada a planícies e matas abertas.

## Comportamento e ecologia

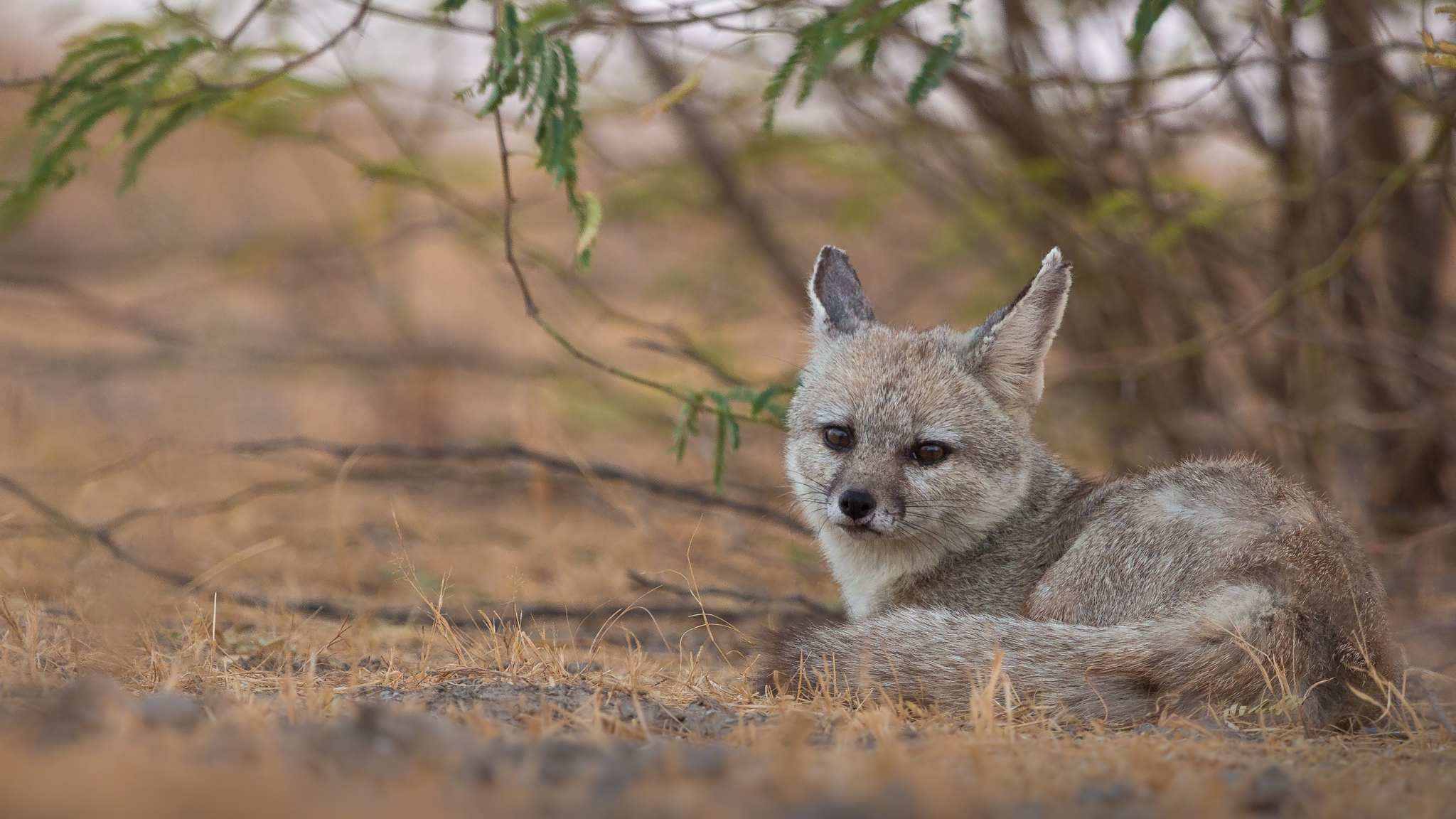
Raposa-de-bengala fêmea em local de toca no Pequeno Rann de Kutch

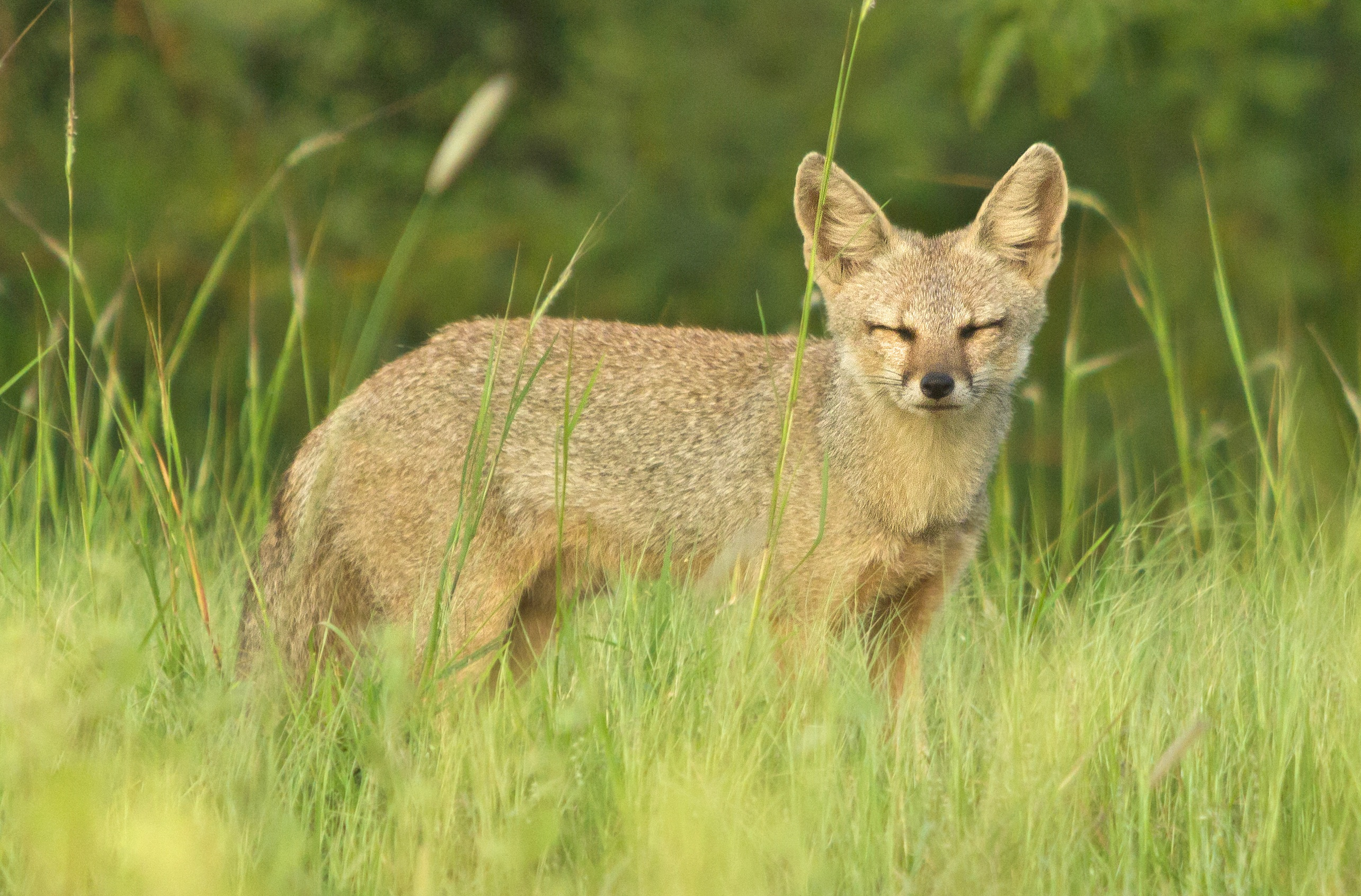
Raposa-de-bengala macho

As raposas-de-bengala são predominantemente crepusculares e noturnas; embora os indivíduos às vezes possam se tornar ativos durante os períodos frios do dia, eles normalmente passam as horas mais quentes do dia sob a vegetação ou em tocas subterrâneas. Eles usam três tipos distintos de toca: tocas básicas e compactas com duas aberturas usadas para períodos curtos de descanso, tocas complexas com várias aberturas e tocas sob rochas ou fendas nas rochas. A unidade social básica da raposa-de-bengala é o casal reprodutor, formado por um par que pode durar muitos anos. Agregações maiores podem ocorrer enquanto os filhotes crescidos permanecem mais tempo do que a média na comunidade natal.. As raposas-de-bengala geralmente não têm medo de humanos, são fáceis de domar e podem ser encontradas perto de habitações humanas.

### Dieta
As raposas-de-bengala são onívoras e oportunistas, alimentando-se principalmente de insetos, pequenos mamíferos, répteis, aves pequenas e frutas.
Sua dieta consiste principalmente de ortópteros, cupins, formigas, besouros, aranhas, roedores das espécies Millardia meltada, Mus booduga e Tatera indica, e aves das espécies Acridotheres tristis, Francolinus ponticerianus, e Eremopterix griseus. As presas menos comuns incluem lagartos terrestres, cobras da espécie Ptyas mucosa, ouriços (Paraechinus nudiventris) e lebres-indianas (Lepus nigricollis). Se alimentam de frutas de dão (Ziziphus mauritiana), nim (Azadirachta indica), manga (Mangifera indica), jamelão (Syzygium cumini) e figueira-de-bengala (Ficus benghalensis). A raposa de Bengala também preda de ovos e possivelmente de filhotes de abetarda. Excrementos de filhotes indicam que eles alimentam principalmente roedores.

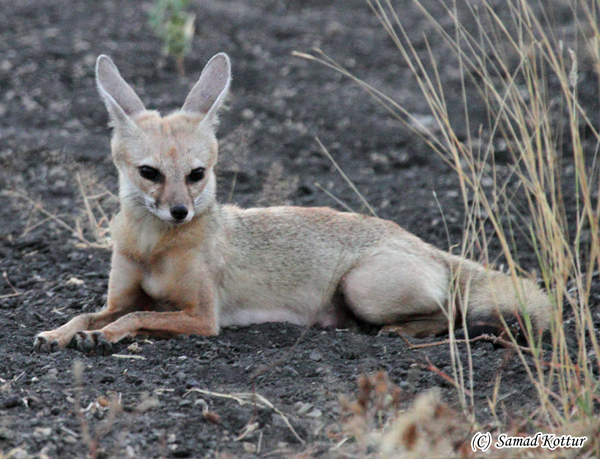
Raposa-de-bengala

### Comunicação
As raposas-de-bengala fazem uma ampla variedade de vocalizações. Uma vocalização comum é um "grito estridente" que parece ter um papel significativo no estabelecimento da territorialidade e que também pode ser usado como um chamado de alerta. Eles também rosnam, choram, latem, uivam, etc. As raposas-de-bengala não apresentam comportamento de latrina, uma característica observada em alguns canídeos sociais, em que todos os membros defecam em locais específicos.

### Reprodução

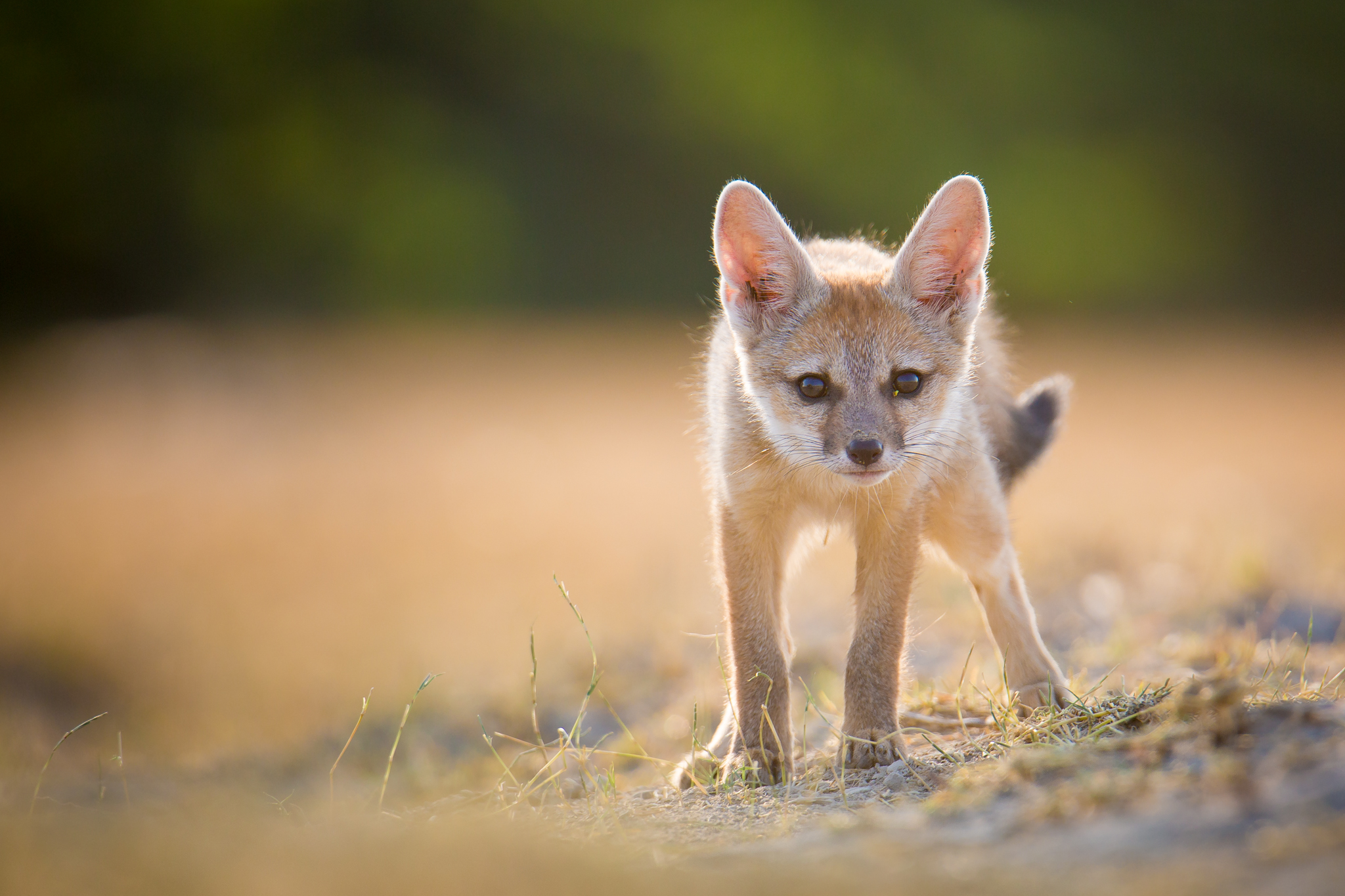
Filhote de 2-3 semanas em Pequeno Rann de Kutch; observe a ponta da cauda preta

Acredita-se que as raposas-de-bengala formam pares monogâmicos de longo prazo, mas esta suposição é baseada em evidências escassas. Durante a estação de reprodução, os machos vocalizam intensamente durante a noite e ao anoitecer e amanhecer. Durante a maior parte de sua extensão, a temporada de acasalamento ocorre de dezembro a janeiro e, após um período de gestação de cerca de 50–53 dias, dois a quatro filhotes nascem em uma toca. Ambos os pais participam da criação e proteção dos filhotes. Filhotes às vezes podem ser amamentados por várias fêmeas, mas a relação entre eles é incerta.
Durante o dia, eles tendem a descansar sob arbustos, exceto no verão, quando descansam em tocas. Brincadeiras entre filhotes são típicas durante os primeiros 3 meses e consistem em saltos verticais, arqueamento das costas, punhaladas dianteiras e exibições submissas; o macho adulto às vezes brinca com os jovens. No noroeste da Índia, os juvenis estão espalhados durante a temporada de monções, quando as oportunidades são abundantes. Os filhotes são totalmente desmamados cerca de 3-4 meses após saírem da toca. A mortalidade dos filhotes é alta durante os primeiros meses.

## Ameaças
Embora a raposa-de-bengala seja comum, geralmente ocorre em baixas densidades em toda a sua área de distribuição, e as populações podem experimentar flutuações significativas devido à abundância de presas e doenças, como cinomose e raiva. Quaisquer perturbações humanas podem ser toleradas, mas com o aumento das populações humanas e o aumento do crescimento das pastagens para uso agrícola e industrial, o habitat da raposa-de-Bengala está continuamente sendo reduzido. A combinação das causas acima pode causar extirpação localizada.
A falta de proteção do habitat é talvez a maior ameaça para a raposa de Bengala. Por exemplo, no sul da Índia, menos de 2% do potencial habitat da raposa indiana está coberto pela rede de áreas protegidas existentes dos estados de Karnataka e Andhra Pradesh. A caça por pele e carne, bem como conversão de suas pastagens habitat para a agricultura, indústria e, cada vez mais, as plantações de biocombustíveis afetaram sua densidade populacional. Além disso, suas partes corporais são utilizadas na medicina tradicional.
As populações da Índia estão listadas no Apêndice III da CITES. O Indian Wildlife Conservation Act (1972 conforme emendado para 2005) proíbe a caça de todos os animais selvagens e relaciona a raposa-de-bengala no Anexo II. Não se aplica a nenhuma categoria particular na legislação de proteção da vida selvagem do Nepal. É listado como pouco preocupante na Lista Vermelha de Espécies Ameaçadas da IUCN.